# Chuột hươu Florida
Chuột hươu Florida, hay chuột hươu tai lớn, tên khoa học Podomys floridanus, là một loài động vật có vú, loài duy nhất trong chi Podomys, thuộc họ Cricetidae, bộ Gặm nhấm. Loài này được Chapman mô tả năm 1889. Chúng là loài đặc hữu của bang Florida (Mỹ).

## Hình ảnh

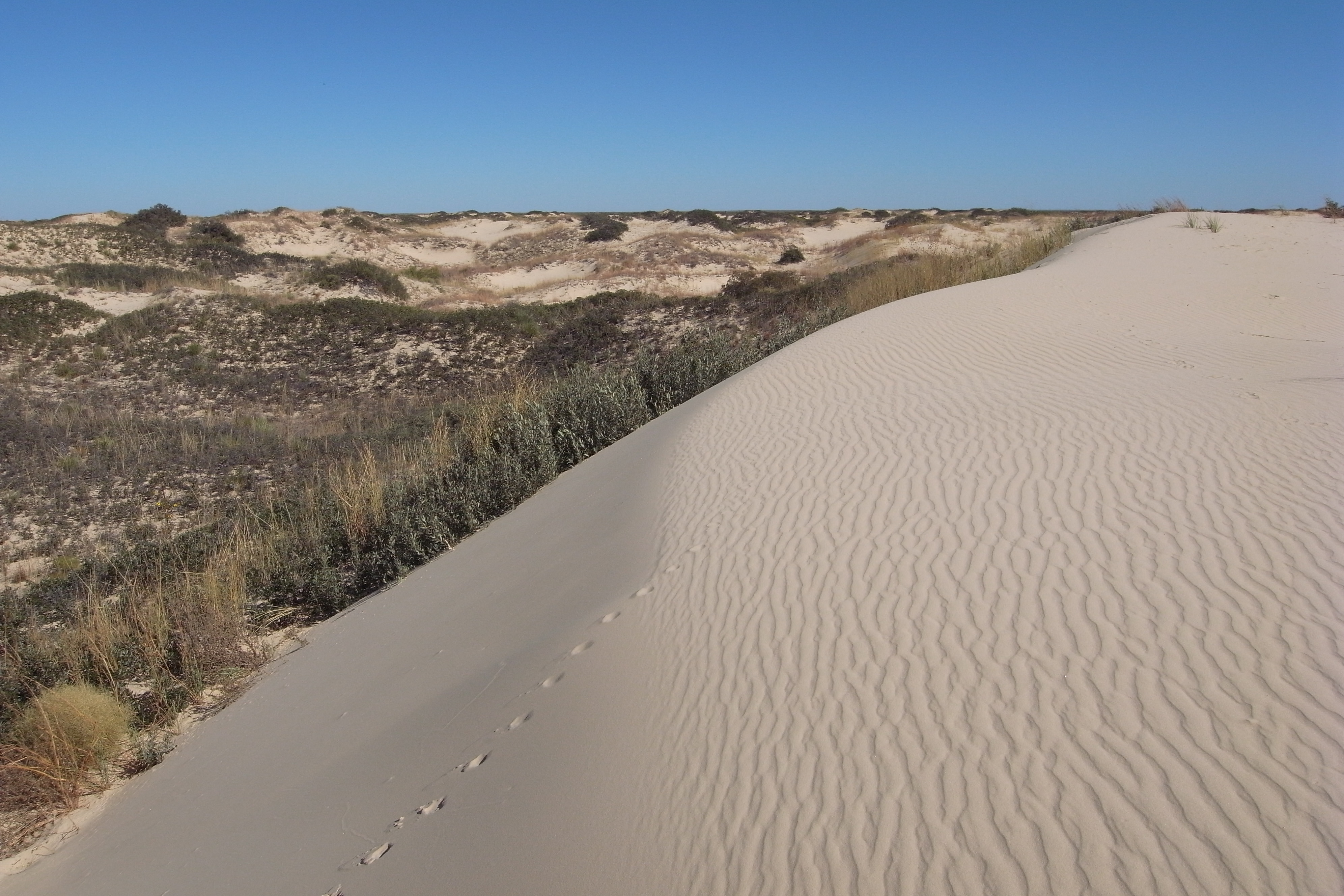
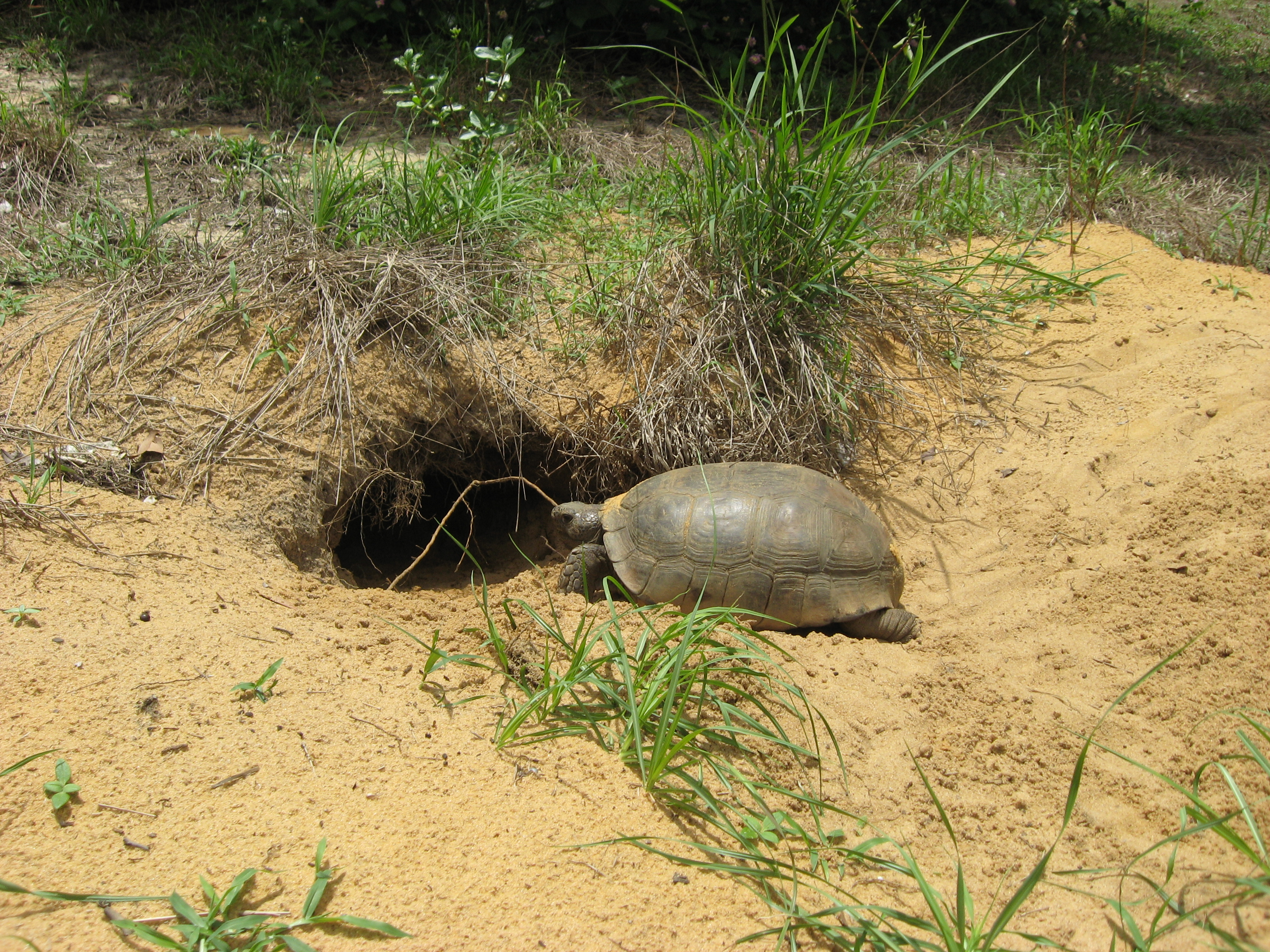